# Боборыкин, Дмитрий Лукьянович
Дмитрий Лукьянович Боборыкин (15 (26) мая 1739 — не ранее 1815) — действительный статский советник, административный деятель XVIII века, благотворитель и опекун Московского императорского воспитательного дома, попечитель С.-Петербургского императорского воспитательного дома, орловский совестный судья, масон.
Товарищ молодости светлейшего князя Г. А. Потемкина-Таврического и дальний родственник поэта В. А. Жуковского.

## Биография
Сын действительного статского советника Лукьяна Васильевича Боборыкина (1694 или 1696—1767) от его первого брака с княжной Анной Васильевной Мещерской.
Воспитывался в московской Немецкой слободе, пансионе лютеранского пастора И. Ф. Литке, вместе с учениками Г. А. Потёмкиным и Б. М. Салтыковым. Воспользовавшись высочайшим указом от 17 мая 1756 года, по прошению отца и родственников, с сентября 1756 года зачислен учеником 1-й (дворянской) гимназии при Московском университете, где был лучшим гимназистом. По распоряжению основателя Московского университета, гофмаршала и камергера двора Её Величества графа И. И. Шувалова, 15 июня 1757 года командирован, в числе лучших учеников гимназии, в С.-Петербург и 27 июля 1757 года был представлен императрице Елизавете Петровне. По высочайшему указу от 15 августа 1757 года, вместе с гимназистами Г. А. Потемкиным, Николаем Кариным и князем Л. Л. Грузинским, из учеников гимназии был пожалован в чин капрала 1-й роты лейб-гвардии Конного полка и зачислен в службу со старшинством с 12 августа 1757 года, с оставлением при Московском университете до окончания учёбы, сохранением старшинства по службе, и с правом, по получении аттестата, выбора службы в том полку, где пожелает. Отпущен в Москву для продолжения образования и с 1 июля 1758 года выпущен из дворянской гимназии при Московском университете с серебряной медалью.
Переехав в Петербург, вступил в действительную военную службу вахмистром 1-й роты лейб-гвардии Конного полка. Из вахмистров конной гвардии с 16 октября 1759 года переведен сержантом в лейб-гвардии Преображенский полк. В июне 1762 года из полковых сержантов произведён в прапорщики. С 19 апреля 1765 года пожалован в подпоручики того же полка. С 1 января 1766 года назначен полковым адъютантом. Из полковых адъютантов с 1 января 1768 года выпущен в отставку, с пожалованием чина гвардии капитан-поручика.
Был в отставке с 1.01.1768 по 4.09.1775 года.
В том же гвардейском чине с 4.09.1775 по 31.12.1776 года служил товарищем новороссийского губернатора, шефа Днепровского пикинёрного полка ген.-майора М. В. Муромцева.
Был в отставке с 1.01.1777 по 1.09.1778 года.
В феврале 1778 года обратился к своему свояку — секунд-майору М. И. Коваленскому, главному надзирателю Московского Воспитательного дома, о желании подарить в пользу Воспитательного дома недвижимое свое имение, состоящее в Белозерском уезде, в коем было крепостных 16 душ мужского пола, с землей и угодьями, за что был награждён серебряной медалью в память основания Императорского Воспитательного дома и свидетельством благотворителя. В марте 1778 года подал заявление о желании стать заопекуном (сверх штата) С.-Петербургского императорского воспитательного дома и был избран опекуном (согласно штата) Московского императорского воспитательного дома, согласившись заседать в Московском опекунском совете. С 1 сентября 1778 по 1 сентября 1780 года — присутствующий член Московского опекунского совета. На заседаниях присутствовал и его товарищ — Г. А. Потёмкин, в мае 1778 года ставшим почётным благотворителем Императорского Воспитательного дома. По прошению, с 1 сентября 1780 года освобожден от должности опекуна Московского опекунского совета, согласившись принять на себя звание попечителя С.-Петербургского императорского воспитательного дома. Состоял в звании попечителя С.-Петербургского опекунского совета с сентября 1780 по сентябрь 1796 года.
Из гвардии капитан-поручиков пожалован в чин надворного советника и с 1 января 1782 по 1 января 1786 года служил советником Орловского наместнического правления. С 22 сентября 1785 года пожалован коллежским советником. С 1 января 1786 по 1 января 1797 года — судья Совестного суда Орловского наместничества. С 28 июня 1796 года пожалован статским советником. По упразднении Совестных судов в декабре 1796 года, числился при Герольдии Правительствующего Сената. Указом от 21 июля 1787 года пожалован кавалером ордена Святого Владимира 4-й степени. С 3 августа 1798 года уволен в отставку, с пожалованием, за его долговременную и усердную службу, чина действительного статского советника.
Масон, казначей внутреннего совета и Общества друзей наук и пользы орловской ложи «Возрастающего орла», которой руководил З. Я. Карнеев, посвящен в степень шотландского брата (1785), член теоретической степени в 1788—1791 годах.
Помещик Болховского уезда Орловской губернии: за ним, по наследству от отца, и по разделу с братьями, а также благоприобретенное, недвижимое имение, состоящее Орловского наместничества, Болховского уезда, в селе Богородицком (Рябинки тож), деревне Александровка Новопоселенная (Тулуповка тож), сельце Чеплыгино (Терехова тож), сельце Слободка, деревне Слободка Новопоселенная, деревне Рябинки (Слободка тож), деревне Палькевичи (Полкеевича).

## Творчество
Переводчик сочинения: "Економия жизни человеческой, переведенная с индейского манускрипта, сочиненного одним древним брамином. В начале приложено писмо аглинского дворянина, жившаго в Китае, к графу Д*** в котором объявляется, каким образом оной манускрипт найден. Переведено с аглинского языка на француской 1751, а с оного на россииской 1759 года [Рукопись] / Додсли, Роберт (?); Честерфилд, гр. (?) (Филип Дормер Стенхоп); Боборыкин, Дмитрий — переводчик. — [Б. м.], XVIII в. (не раньше 1759 г.).
Переводчик посвятил свой труд тайному советнику Брылкину, Ивану Анофриевичу. Родственницей Брылкиных была Варвара Дмитриевна Мацнева — жена шурина Д. Л. Боборыкина, статского советника Николая Михайловича Мацнева.

## Семья
Был женат дважды.

## Первый брак
Первым браком с 6 сентября 1767 года был женат на девице Прасковье Степановне Исаковой (? — 1772), родной сестре командира Новороссийской губернии, ген.-майора Александра Степановича Исакова.
Дети от первого брака:
- Елизавета (1769—1770);
- Александр (27.03.1770 — 12.04.1855) — обер-прокурор Правительствующего Сената, действительный статский советник. Основатель одного из первых в России свеклосахарных заводов. Автор мемуаров.

## Второй брак
Вторым браком, не позднее 1778 года, был женат на девице Варваре Михайловне Мацневой, родной сестре попечителя о бедных ложи «Возрастающего орла», орловского губернского прокурора, коллежского советника Н. М. Мацнева, впоследствии статского советника и судьи Орловского совестного суда.
- Боборыкина Варвара Михайловна, урождённая Мацнева (1755—1809) — действительная статская советница, помещица. Вторая жена опекуна Императорского Воспитательного дома, орловского совестного судьи, действительного статского советника Дмитрия Лукьяновича Боборыкина. За ней, по купчей от 25 июня 1784 года, от брата — орловского губернского прокурора Николая Михайловича Мацнева, состояло родовое недвижимое имение Нижегородского наместничества, Нижегородского уезда, пустошь Горбачевская. За ней же, по просроченной закладной кабале от 19.01.1787 года, состояло недвижимое имение Орловского наместничества, Мценского уезда, в селе Богородицком (Рябинки тож), 20 четвертей земли, заложенные лейб-гвардии Преображенского полка из дворян от курьера Ивана Фёдоровича Петрова. В браке с Д. Л. Боборыкиным имела сыновей: Николая — надворного советника, кромского городничего; Павла — гвардии поручика; Василия — гвардии подпоручика, нижегородского и лебедянского уездного предводителя дворянства; дочь Анну. С мужем воспитывала приемную девицу — Наталью Захарову.

Вместе с супругой — Варварой, 18 июля 1781 года в Царском Селе присутствовал, со стороны гостей жениха, на свадьбе своего шурина, брата жены — отставного секунд-майора Н. М. Мацнева и фрейлины В. Д. Ланской. Там и получил приглашение на службу в Орловское наместничество от новоназначенного орловского и курского генерал-губернатора, ген.-поручика князя А. А. Прозоровского.
Дети от второго брака:
- Николай (1780 г.р.) — надворный советник, кромский городничий;
- Павел (1782 г.р.) — гвардии поручик;
- Василий (1783 г.р.) — гвардии подпоручик, нижегородский и лебедянский уездный предводитель дворянства;
- Анна (1802 г.р.).